# U-506 (tàu ngầm Đức)
U-506 là một tàu ngầm tấn công  Lớp Type IX thuộc phân lớp Type IXC được Hải quân Đức Quốc Xã chế tạo trong Chiến tranh Thế giới thứ hai. Nhập biên chế năm 1941, nó đã thực hiện được năm chuyến tuần tra, đánh chìm được 14 tàu buôn với tổng tải trọng 69.893 GRT, gây tổn thất toàn bộ cho chiếc tải trọng 6.821 GRT, đồng thời gây hư hại cho ba tàu buôn khác với tổng tải trọng 23.358 GRT. Trong chuyến tuần tra cuối cùng, U-506 bị một máy bay ném bom B-24 Liberator của Không lực Lục quân Hoa Kỳ thả mìn sâu đánh chìm tại vùng biển ngoài khơi Tây Ban Nha vào ngày 12 tháng 7, 1943.

## Thiết kế và chế tạo

### Thiết kế
Thiết kế của tàu ngầm Type IXC có kích thước hơi nhỉnh hơn so với phân lớp Type IXB dẫn trước. Chúng có trọng lượng choán nước 1.120 t (1.100 tấn Anh) khi nổi và 1.232 t (1.213 tấn Anh) khi lặn. Con tàu có chiều dài chung 76,76 m (251 ft 10 in), lớp vỏ trong chịu áp lực dài 58,75 m (192 ft 9 in), mạn tàu rộng 6,76 m (22 ft 2 in), chiều cao 9,60 m (31 ft 6 in) và mớn nước 4,70 m (15 ft 5 in).
Chúng trang bị hai động cơ diesel MAN M 9 V 40/46 siêu tăng áp 9-xy lanh 4 thì, tổng công suất 4.400 PS (3.200 kW; 4.300 bhp), dẫn động hai trục chân vịt đường kính 1,92 m (6,3 ft), cho phép đạt tốc độ tối đa 18,3 kn (33,9 km/h), và tầm hoạt động tối đa 13.450 nmi (24.910 km) khi đi tốc độ đường trường 10 kn (19 km/h). Khi đi ngầm dưới nước, chúng sử dụng hai động cơ/máy phát điện Siemens-Schuckert 2 GU 345/34 tổng công suất 1.000 PS (740 kW; 990 shp). Tốc độ tối đa khi lặn là 7,3 kn (13,5 km/h), và tầm hoạt động 63 nmi (117 km) ở tốc độ 4 kn (7,4 km/h). Con tàu có khả năng lặn sâu đến 230 m (750 ft).
Vũ khí trang bị có sáu ống phóng ngư lôi 53,3 cm (21 in), bao gồm bốn ống trước mũi và hai ống phía đuôi, và mang theo tổng cộng 22 quả ngư lôi 53,3 cm (21 in). Tàu ngầm Type IX trang bị một hải pháo 10,5 cm (4,1 in) SK C/32 với 110 quả đạn, một pháo phòng không 3,7 cm (1,5 in) SK C/30 và hai pháo phòng không 2 cm (0,79 in) C/30. Thủy thủ đoàn bao gồm 4 sĩ quan và 44 thủy thủ.

### Chế tạo
U-506 được đặt hàng vào ngày 25 tháng 9, 1939, và được đặt lườn tại xưởng tàu Deutsche Werft ở Hamburg vào ngày 11 tháng 7, 1940. Nó được hạ thủy vào ngày 20 tháng 6, 1941, và nhập biên chế cùng Hải quân Đức Quốc Xã vào ngày 15 tháng 9, 1941 dưới quyền chỉ huy của Hạm trưởng, Đại úy Hải quân Erich Würdemann.

## Lịch sử hoạt động

### 1942
Sau khi hoàn tất việc chạy thử máy và huấn luyện trong thành phần Chi hạm đội U-boat 4, U-506 được điều sang Chi hạm đội U-boat 10 từ ngày 1 tháng 2, 1942 để hoạt động trên tuyến đầu cho đến khi bị mất.

#### Chuyến tuần tra thứ nhất
Sau khi di chuyển từ Hamburg đến Helgoland (còn được gọi là Heligoland) vào đầu tháng 3, 1942, U-506 xuất phát từ đây vào ngày 9 tháng 3 cho chuyến tuần tra đầu tiên trong chiến tranh. Nó tiến ra Bắc Hải, rồi băng qua khe GI-UK giữa các quần đảo Shetland và Faroe để vòng qua quần đảo Anh và hoạt động tại vùng biển Bắc Đại Tây Dương về phía Tây Ireland (Khu vực Tiếp cận phía Tây). Nó không đánh chìm được mục tiêu nào, nên kết thúc chuyến tuần tra khi quay trở về cảng Lorient bên bờ Đại Tây Dương của Pháp đã bị Đức chiếm đóng, đến nơi vào ngày 25 tháng 3.

### 1943

#### Chuyến tuần tra thứ năm – Bị mất
U-506 khởi hành từ cảng Lorient vào ngày 6 tháng 7 cho chuyến tuần tra thứ năm, cũng là chuyến cuối cùng, để hoạt động trong vùng biển Đại Tây Dương về phía Tây Bồ Đào Nha. Đến ngày 12 tháng 7, nó bị một máy bay ném bom B-24 Liberator của Không lực Lục quân Hoa Kỳ phát hiện bằng radar SC-137 (bước sóng 10 cm) tại vùng biển về phía Tây Vigo, Tây Ban Nha. Chiếc B-24 đã thả bảy quả mìn sâu tấn công, khiến chiếc U-boat bị vỡ làm đôi và đắm tại tọa độ 42°30′B 16°30′T / 42,5°B 16,5°T. Có khoảng 15 thủy thủ Đức đã thoát ra khỏi tàu khi nó bị đánh chìm, và chiếc B-24 đã thả một bè cứu sinh trợ giúp. Tuy nhiên khi tàu khu trục Anh HMS Hurricane đi đến hiện trường ba ngày sau đó, nó chỉ vớt được sáu người sống sót trong ổng số 54 thành viên thủy thủ đoàn.

### Tóm tắt chiến công
U-506 đã đánh chìm được 14 tàu buôn với tổng tải trọng 69.893 GRT, gây tổn thất toàn bộ cho chiếc tải trọng 6.821 GRT, đồng thời gây hư hại cho ba tàu buôn khác với tổng tải trọng 23.358 GRT:
| Ngày             | Tên tàu               | Quốc tịch      | Tải trọng | Số phận          |
| ---------------- | --------------------- | -------------- | --------- | ---------------- |
| 3 tháng 5, 1942  | Sama                  | Nicaragua      | 567       | Bị đánh chìm     |
| 10 tháng 5, 1942 | Aurora                | United States  | 7.050     | Bị hư hại        |
| 13 tháng 5, 1942 | Gulfpenn              | United States  | 8.862     | Bị đánh chìm     |
| 14 tháng 5, 1942 | David McKelvy         | United States  | 6.821     | Tổn thất toàn bộ |
| 16 tháng 5, 1942 | Sun                   | United States  | 9.002     | Bị hư hại        |
| 16 tháng 5, 1942 | William C. McTarnahan | United States  | 7.306     | Bị hư hại        |
| 17 tháng 5, 1942 | Gulfoil               | United States  | 5.189     | Bị đánh chìm     |
| 19 tháng 5, 1942 | Heredia               | United States  | 4.732     | Bị đánh chìm     |
| 20 tháng 5, 1942 | Halo                  | United States  | 6.986     | Bị đánh chìm     |
| 28 tháng 5, 1942 | Yorkmoor              | United Kingdom | 4.457     | Bị đánh chìm     |
| 31 tháng 5, 1942 | Fred W. Green         | United Kingdom | 2.292     | Bị đánh chìm     |
| 21 tháng 8, 1942 | City of Wellington    | United Kingdom | 5.733     | Bị đánh chìm     |
| 23 tháng 8, 1942 | Hamla                 | United Kingdom | 4.416     | Bị đánh chìm     |
| 5 tháng 9, 1942  | Myrmidon              | United Kingdom | 6.278     | Bị đánh chìm     |
| 13 tháng 9, 1942 | Lima                  | Sweden         | 3.764     | Bị đánh chìm     |
| 23 tháng 9, 1942 | Siam II               | United Kingdom | 6.637     | Bị đánh chìm     |
| 7 tháng 3, 1943  | Sabor                 | United Kingdom | 5.212     | Bị đánh chìm     |
| 9 tháng 3, 1943  | Tabor                 | Norway         | 4.768     | Bị đánh chìm     |